# Шивалик
Шивалик (Сивалик, Предхималаи) (на хинди: शिवालिक, буквално — принадлежащи на Шива), е южното, най-ниско планинско стъпало на Хималаите, разположено на териториите на Индия и Непал. Простира се от запад-северозапад на изток на протежение около 1700 km, между долините на реките Сатледж (от басейна на Инд) и Тиста (от басейна на Ганг), от хребета Пир Панджал на северозапад до хребета Махабхарат на изток. Образува верига от паралелни ридове и хребети с най-висок връх Саончалия (2591 m) в западната ме част. Макар и ниски Шиваликските планини рязко се извисяват над равната и плоска Индо-Гангска равнина. Изградени са от дислоцирани моласови слоеве (филц, пясъчници, конгломерати). От Малките Хималаи са отделени от голям пограничен разлом, по който са наредени система от долини, които са високо сеизмични. Склоновете на планината са дълбоко разчленени от напречни речни долини. За западните части по южните склонове са характерни селеви потоци, а източните подножия на южните склонове са заблатени джунгли, т.нар. тераи. Склоновете на Шивалик са обрасли с тропически листопадни (мусонни) гори, сухи на запад, влажни на изток. В много райони растителната покривка е силно нарушена в от безразборната паша на домашните животни, в резултата на което се наблюдава интензивна ерозия и образуване на дълбоки оврази. Значителна част от склоновете ѝ са изкуствено терасирани и са заети от чаени плантации.